# Camiseta (canção)
"Camiseta" é uma canção da cantora brasileira Manu Gavassi, contida no seu primeiro EP, Vício (2015). Foi lançada como primeiro single do EP em 13 de novembro de 2015, através da Angorá Music.

## Antecedentes e lançamento
Após a divulgação do seu segundo álbum em estúdio Clichê Adolescente, em 2014 Manu Gavassi investe na carreira de atriz e atua na novela de Manoel Carlos Em Família interpretando a sonhadora Paulinha e após conclusão desta, no final do ano ingressa para a vigésima segunda temporada de Malhação interpretando a vilã Vicki. No final do ano de 2015, Manu Gavassi anuncia o título do EP em entrevista, produzido por Junior Lima e lança o single "Camiseta" para plataformas digitais.
Gavassi nunca confirmou para quem seria a música, especula-se que seja para o ator e cantor Chay Suede, com quem teve um relacionamento no período de 2011 a 2014. "Eu acho que toda menina já passou por essa situação, muitas se identificaram".

## Videoclipe
O videoclipe foi lançado 17 de novembro de 2015 na plataforma Vevo. No clipe, Manu aparece com várias blogueiras brincando com o manequim usando roupas masculinas.